# (2185) Guangdong
(2185) Guangdong (1965 WO) – planetoida z pasa głównego asteroid okrążająca Słońce w ciągu 4,46 lat w średniej odległości 2,71 au. Odkryta 20 listopada 1965 roku.